# Museum alter Maschinen und Technologien
Das Museum alter Maschinen und Technologien (tschechisch: Muzeum starých strojů a technologií) ist ein technikhistorisches Museum im Areal der ehemaligen Vonwiller-Textilfabrik (tschechisch: Vonwillerova Továrna) in Žamberk (deutsch: Senftenberg) im Norden der Tschechischen Republik.

## Gebäude und Areal: Die Vonwiller-Fabrik
Das damals im Königreich Böhmen gelegene Gelände wurde ab 1838 als eine von vielen Betriebsstätten der aus der Schweiz stammenden Unternehmerfamilie Vonwiller genützt, nachdem der vormalige Besitzer John Parish die Nutzung der Liegenschaft in Senftenberg ermöglicht hatte. Dem war ein von Parish ausgeschriebenen Wettbewerb für eine Fabrik für die Herstellung von Wollwaren vorangegangen. Dem Sieger Nikolaus Vonwiller wurde das Recht zugesprochen, die Wasserkraft der Wilden Adler kostenlos zu nutzen. Zudem vergab Parish ein zinsloses Darlehen in Höhe von 100 000 Gulden an Vonwiller.
Anfangs betrieb Vonwiller eine Schafwollfabrik, deren Spinnerei durch Wasserkraft angetrieben wurde. 1854 starb Nikolaus Vonwiller. Die Fabrik wurde von seinem jüngeren Sohn Emil übernommen.
Das Prager Abendblatt berichtete am 16. Juni 1869, dass 115 von 400 Webern der Vonwiller-Feintuchfabrik in Senftenberg die Arbeit eingestellt hätten. In der gleichen Zeitung war am 24. Juni 1869 zu lesen, dass die Ordnung wieder vollständig wieder hergestellt werden konnte und dass die Weber ihre Arbeit wieder aufgenommen hätten.
Die Produktionsstätte wurde 1876 im Werk „Die österreichisch-ungarische Monarchie: geographisch-statistisches Handbuch mit besonderer Rücksicht auf politische und Cultur-Geschichte für Leser aller Stände“ erwähnt, allerdings ohne namentliche Angabe.
Im Jahr 1899 veröffentlichte die Zeitschrift Neueste Erfindungen und Erfahrungen  einen Fachbeitrag über den Einsatz des Hering'schen Dampfüberhitzers zur Effizienzsteigerung bei Vonwiller u. Co.

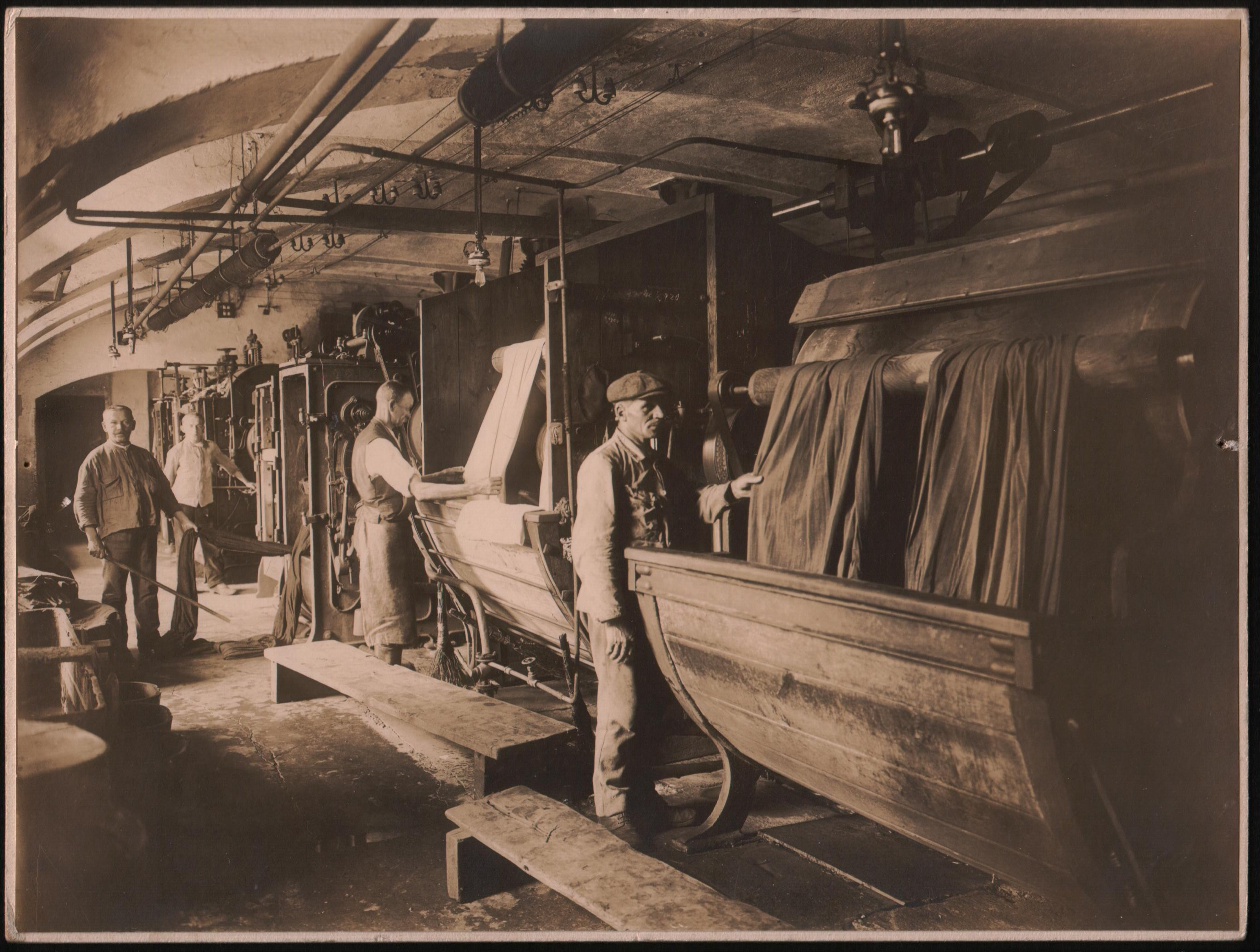
Textilproduktion der Vonwiller-Fabrik im Jahr 1915

Am 7. März 1906 berichtete das Prager Tagblatt, dass „die Tuchwarenfabrik Vonwiller & Comp. in Senftenberg niedergebrannt“ sei. Ein neuerlicher Brand ereignete sich im Jahr 1911, wodurch „ein Magazin zerstört“ wurde. Die Österreichische Monatsschrift für den öffentlichen Baudienst merkte ausdrücklich an, dass der Schaden in Höhe von 180 000 Kronen „durch Versicherung gedeckt“ wäre.
Nach der Gründung der Tschechoslowakei wurden Unternehmen und Betriebsstätte auf Tschechisch umgangssprachlich als Vonwillerka bezeichnet.

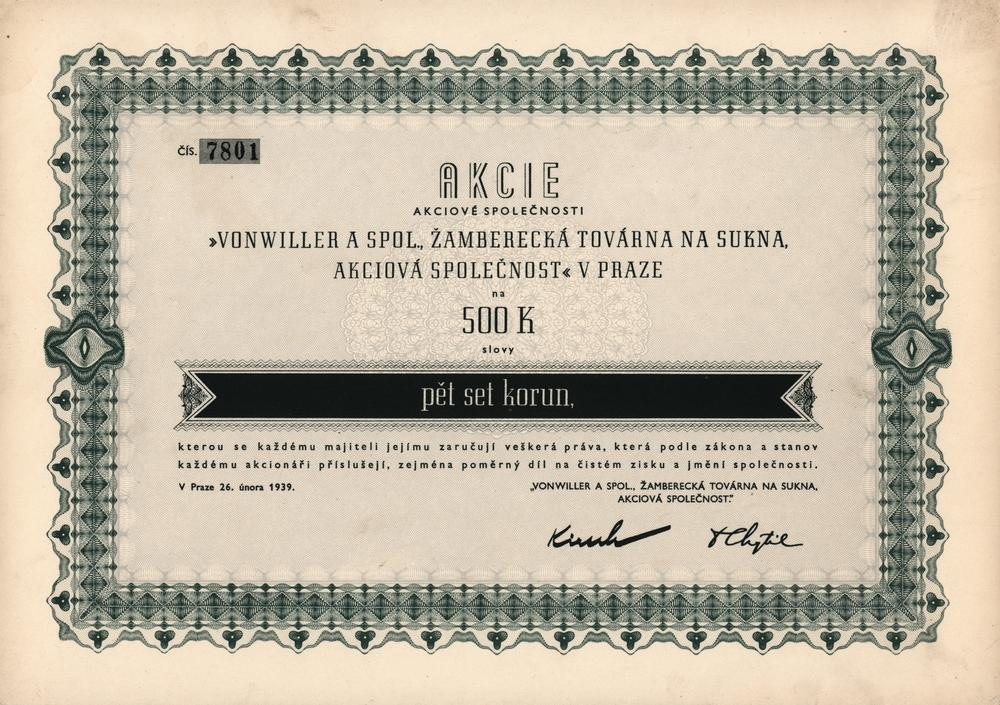
Aktie der Vonwiller AG auf 500 Kronen, Prag, 1939

Das Unternehmen wurde später in eine Aktiengesellschaft umgewandelt und bestand als solche in der Tschechoslowakei sowie auch im Protektorat Böhmen und Mähren. Die Firma wurde nach der Wiedererrichtung der Tschechoslowakei nach dem Zweiten Weltkrieg verstaatlicht.
Nach mehrfachen Eigentumsübergängen wurde die Textilproduktion im Jahr 2006 beendet. Letzter Betreiber war die Royan a. s. mit Sitz in Pardubice. Der Schriftzug ROYAN am Hauptgebäude erinnert nach wie vor an diesen letzten industriellen Betreiber.
Bereits ab 2010 engagierten sich an Industriegeschichte Interessierte für die Umwandlung der ehemaligen Betriebsstätten in ein Museum.

## Ausrichtung und Exponate
Das Museum wurde nach langen Vorarbeiten im Beisein des Staatspräsidenten Petr Pavel im Jahr 2023 eröffnet, war aber schon in vorangegangenen Jahren zu besonderen Veranstaltungen geöffnet.
Ein Hauptaugenmerk der Sammlung liegt im Bereich der historischen Maschinen. Besonders zu nennen sind dabei original erhaltene Maschinen für die Textilproduktion sowie stationäre und mobile Dampfmaschinen. Das Museum gibt selbst an, man verfüge über die größte Sammlung von Dampfmaschinen in der Tschechischen Republik.
Bei Fahrzeugen liegt ein Schwerpunkt auf Dampftraktion, es werden aber auch Straßenfahrzeuge mit anderen Antriebsformen gesammelt. Im Bereich Straßentransport werden unter anderem Dampflokomobile oder Dampflastwagen gezeigt. Ein Exemplar eines Dampflastwagens wurde als Lizenzbau von Sentinel durch Škoda gefertigt.
Im Bereich der Schienenfahrzeuge werden vornehmlich Feldbahn- und Schmalspurdampflokomotiven mit Bezug auf die österreichisch-ungarische sowie die tschechoslowakische und die deutsche Eisenbahngeschichte gesammelt. Viele davon sind betriebsfähig aufgearbeitet, etwa die aus Österreich stammende Lokomotive Wolf. Aus Slowenien stammen zwei Dampflokomotiven aus der Sammlung des verstorbenen Industriehistorikers Tadej Brate.
Im Jahr 2025 wurden von der österreichischen B & B Dampflokomotiven Betriebsgesellschaft m.b.H. die Dampflokomotiven 50.1171 und 33.132 erworben und im August dieses Jahres nach Dolní Lipka in Nordböhmen überstellt.

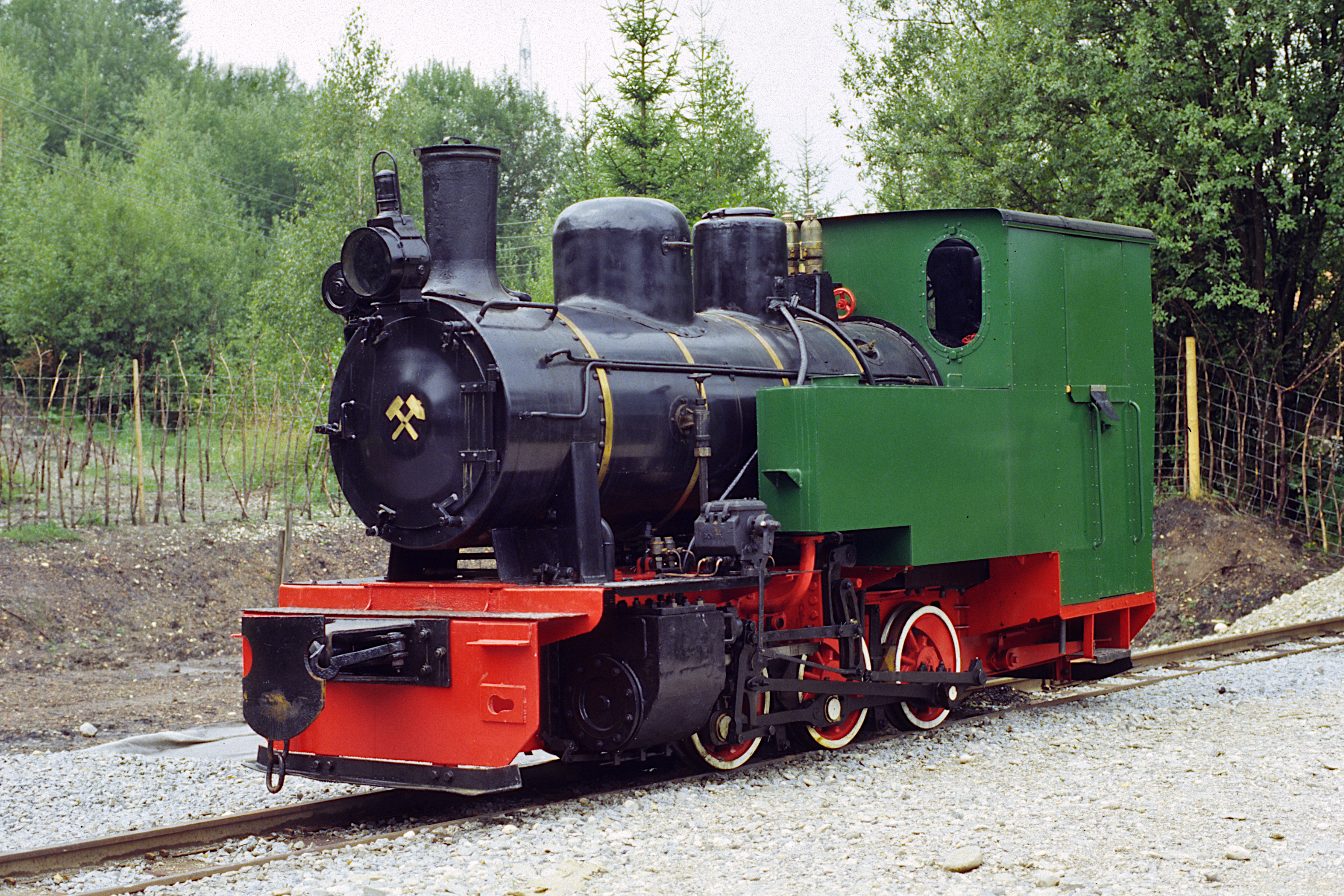
Diese ursprünglich aus Polen stammende Waldbahnlok Fablok Typ Las kam aus Österreich in das Museum, befindet sich aber heute in Polen

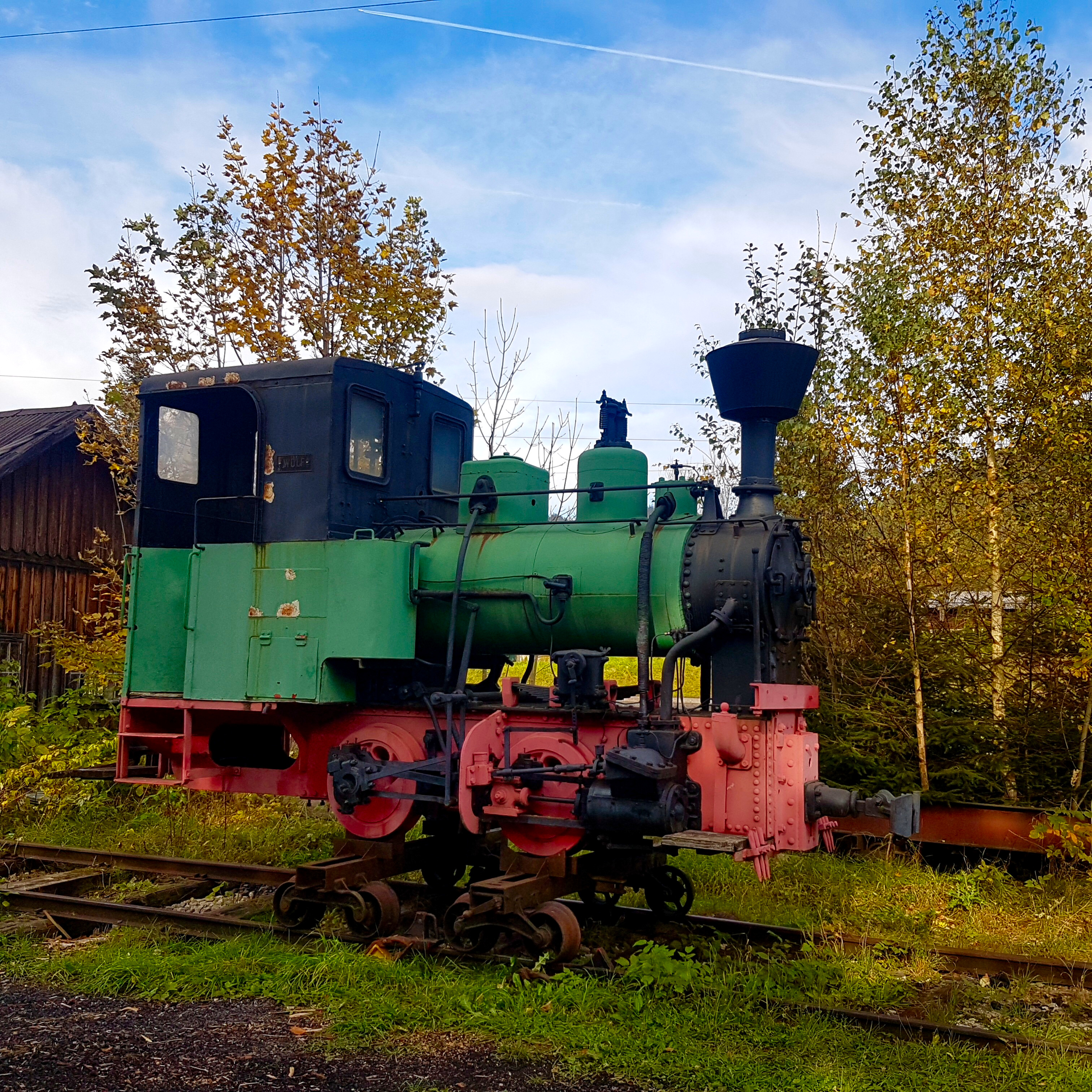
Aus Österreich stammt die Lokomotive Wolf. Seit 2025 ist sie wieder betriebsfähig

## Werkstätte

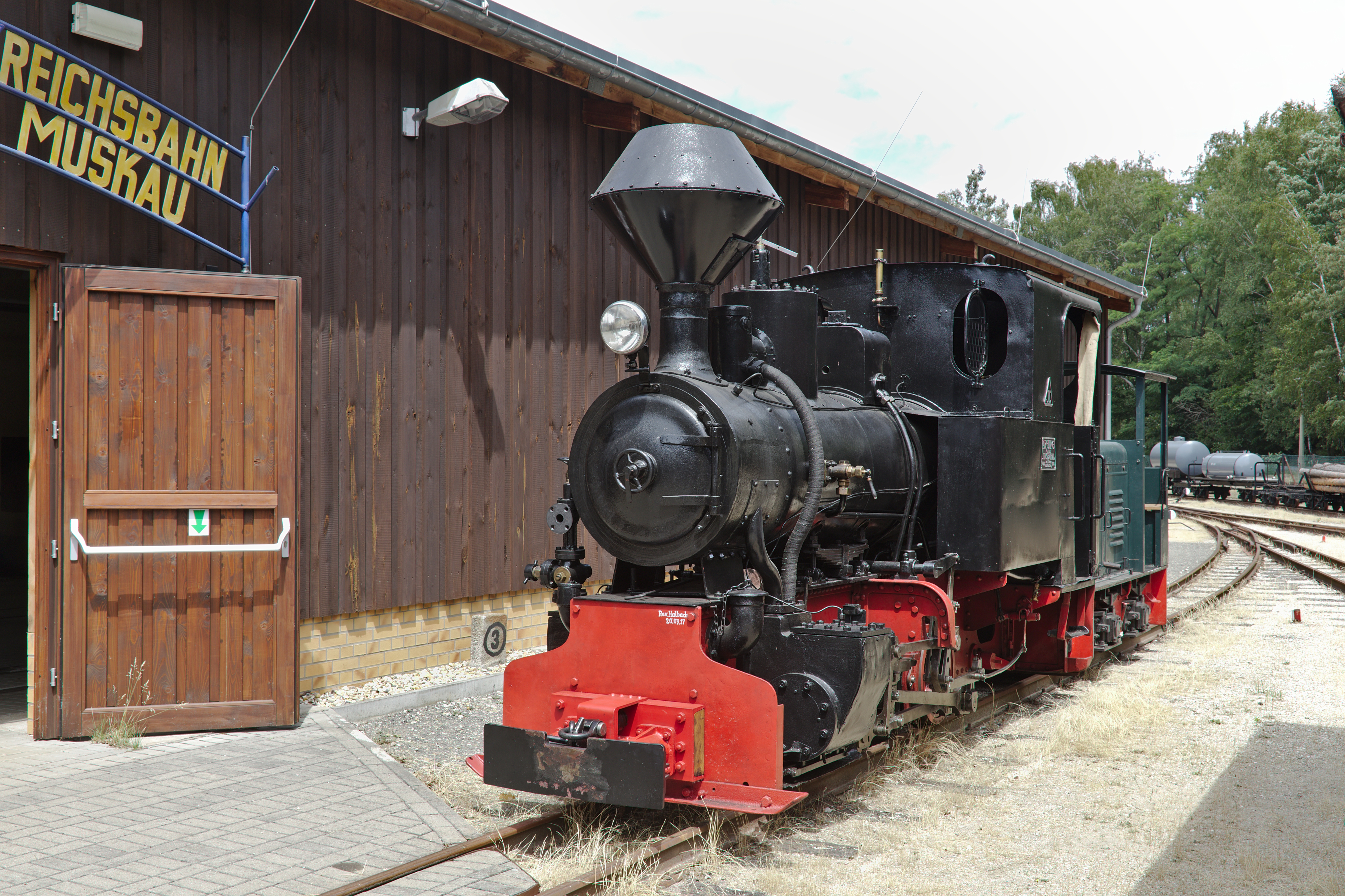
Jung Hilax 8293 der Waldeisenbahn Muskau (2019)

Die Museumswerkstätte bietet in enger Kooperation mit der 1. Kolínská Lokomotivní s.r.o. (Erste Koliner Lokomotivgesellschaft für Reparatur und Bau von Dampflokomotiven) einerseits Dampflokomotiven des Museums auf, übernimmt aber auch Auftragsarbeiten für Dritte. Bereits mehrfach wurden Arbeiten an diversen Brigadelokomotiven europäischer Museumsbahnen vorgenommen. Für die Jung Hilax 8293 der Waldeisenbahn Muskau übernahm man im Jahr 2024 die Abschlussarbeiten am Triebwerk, die Lackierung und die Wiederinbetriebnahme. Auch bei der Aufarbeitung der Kastendampflokomotive Rur der Selfkantbahn bzw. des Lokeigentümers Wim Pater sowie der Lok KDL 13 – Budich 1028/1944 wurden in Žamberk wesentliche Teilleistungen erbracht.
Auch Normalspurfahrzeuge wurden bisher restauriert, zum Beispiel der Schnellzugwagen AB4u 2668 und ein Fahrzeug der Ca-Serie „Panceřák“ aus den 1930er-Jahren.
Zu den abgeschlossenen Aufträgen im Bereich statischer Objekte gehören
- die Rekonstruktion einer Dampfmaschine aus dem Jahr 1887 der Prager Maschinenbau AG (vormals Ruston & Comp.) einer Dampfmühle in Teltsch,
- die Restaurierung einer Münzpresse der Maschinenfabrik Vulkan Wien,
- Reparatur einer historischen Eimerpumpe vom Typ Zentour des Landmaschinenherstellers Umrath Praha-Bubny aus der Mitte des 19. Jahrhunderts.

## Vorführstrecke

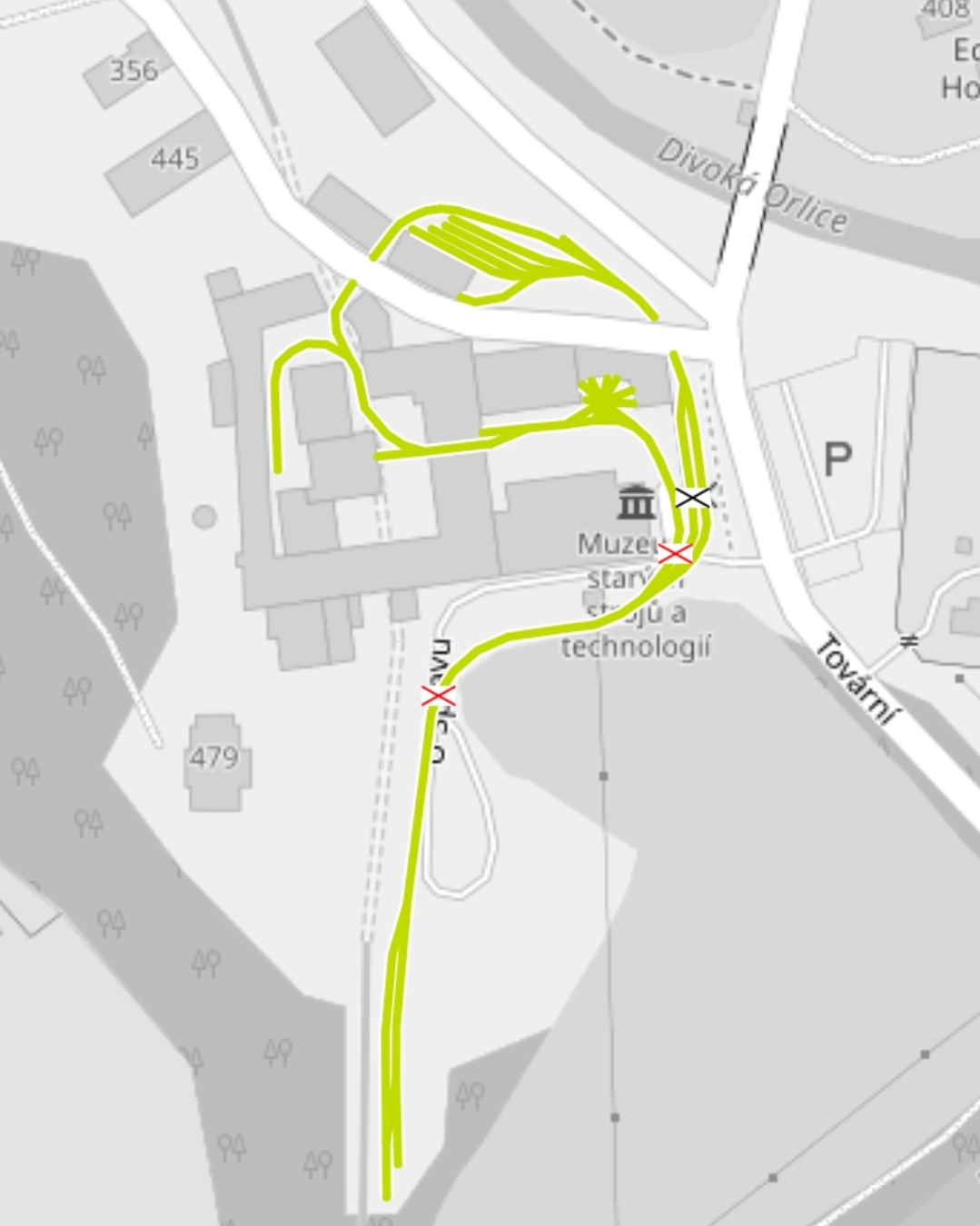
Vorführstrecke des Museums

Für die Vorführung der zahlreich vorhandenen Dampflokomotiven besteht eine mehrere hundert Meter lange Strecke, die sowohl zwischen den Fabrikgebäuden als auch im Außenbereich verläuft. Teilweise ist die Gleisanlage als Dreischienengleis mit 600 mm und 760 mm Spurweite ausgeführt. Im Innenbereich der Fabrikanlage wurde eine Drehscheibe mit einigen Ständen ähnlich einem Ringlokschuppen errichtet.

## Kulturzentrum und Event-Location
Räumlichkeiten des Museums bzw. der historischen Fabriksanlage werden auch als Kulturzentrum für Veranstaltungen genutzt – so fanden etwa Konzerte von Anna K. und David Koller statt. Weiters werden Teile der Anlage als Event-Location, etwa für Hochzeiten, vermietet. Als Besonderheit vermietet das Museum auch einige seiner Exponate einschließlich Betriebspersonal an externe Veranstaltungen.

## Kooperationen
Unter dem Dach der Euroregion Glacensis konnte das Museum schon mehrfach Fördermittel aus dem Fonds für Mikroprojekte in Anspruch nehmen. Es bestehen auch Kooperationen mit Einrichtungen der Euroregion.

## Galerie

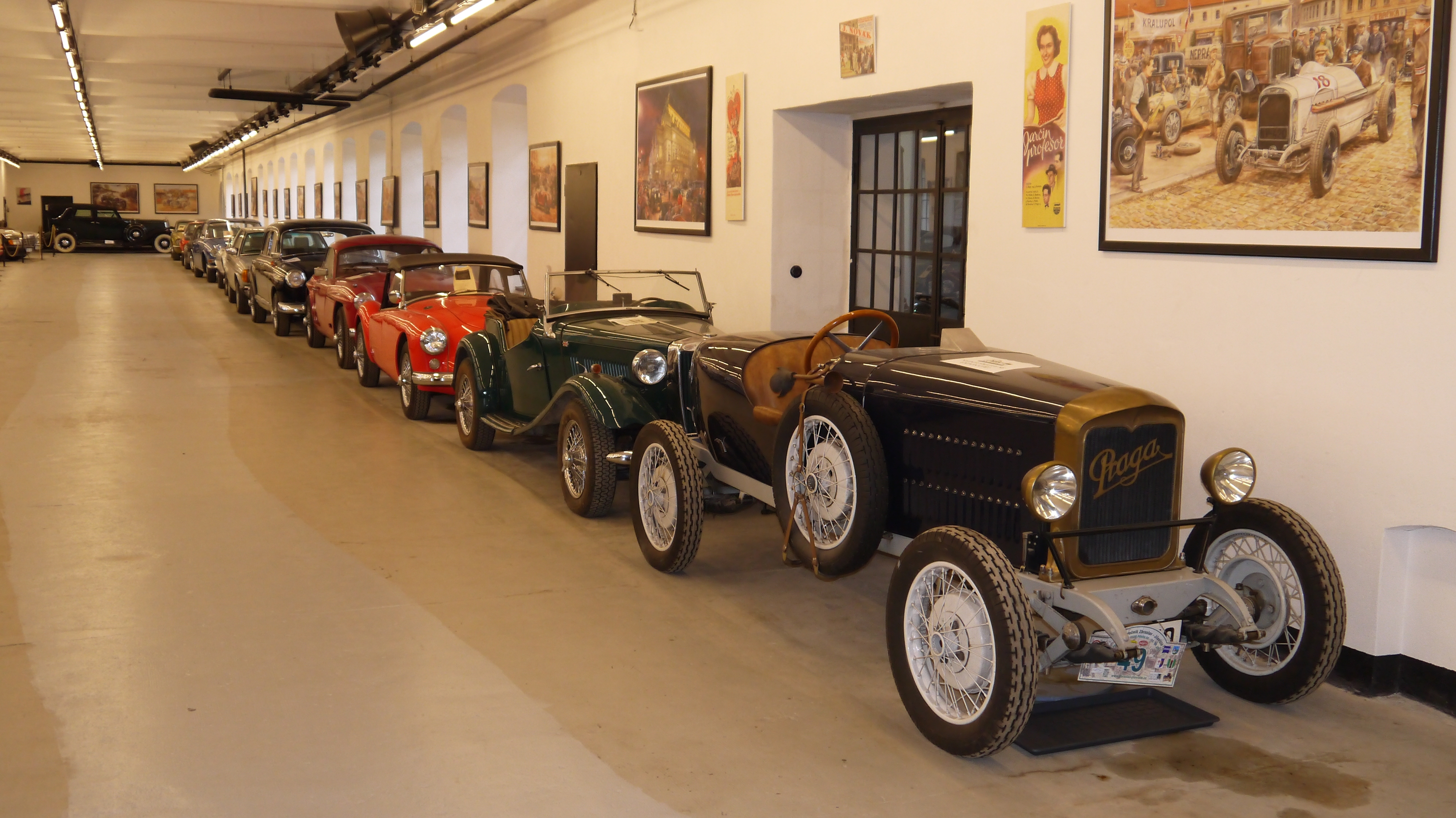
Kraftfahrzeugsammlung
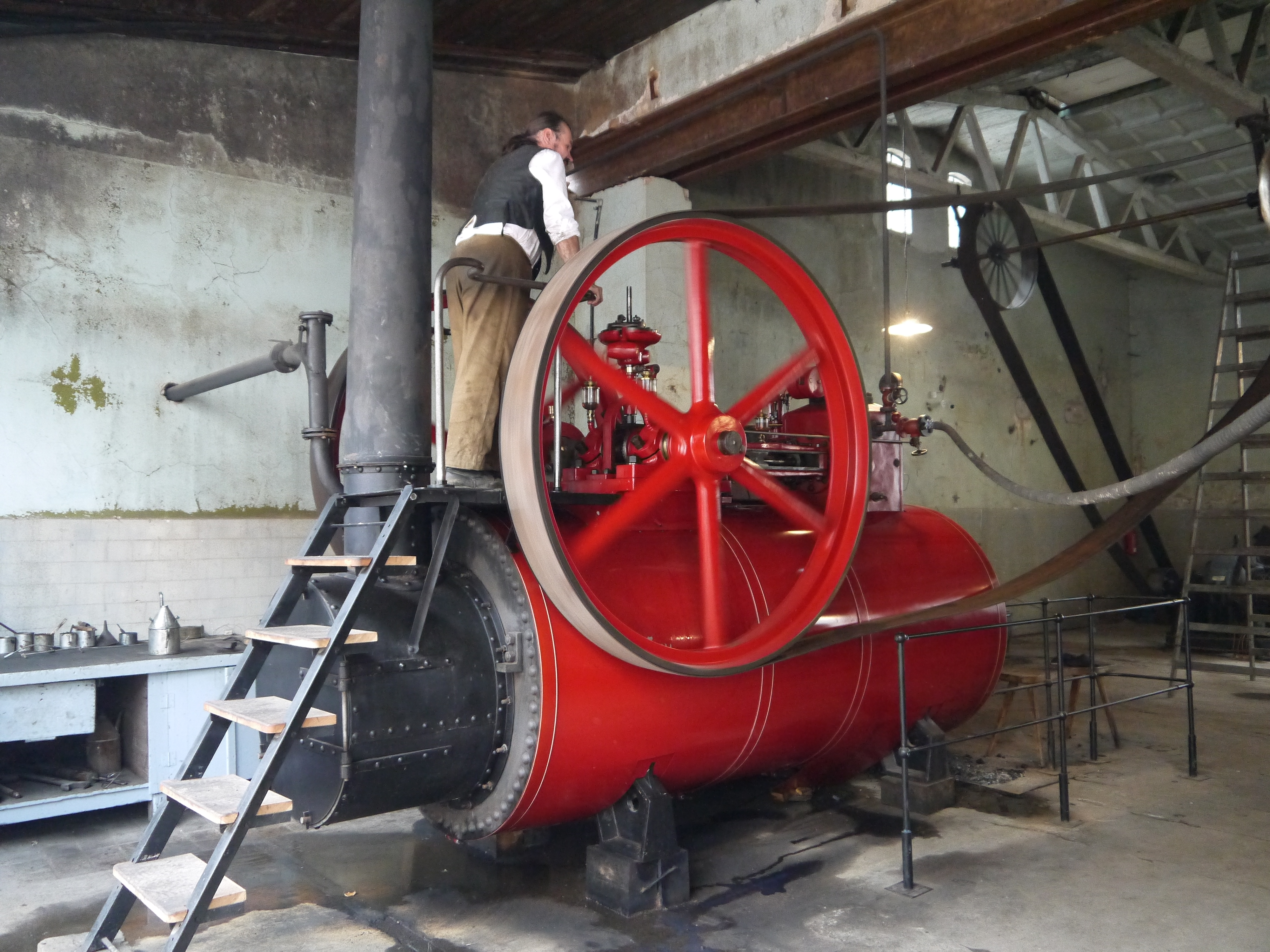
Dampfmaschine
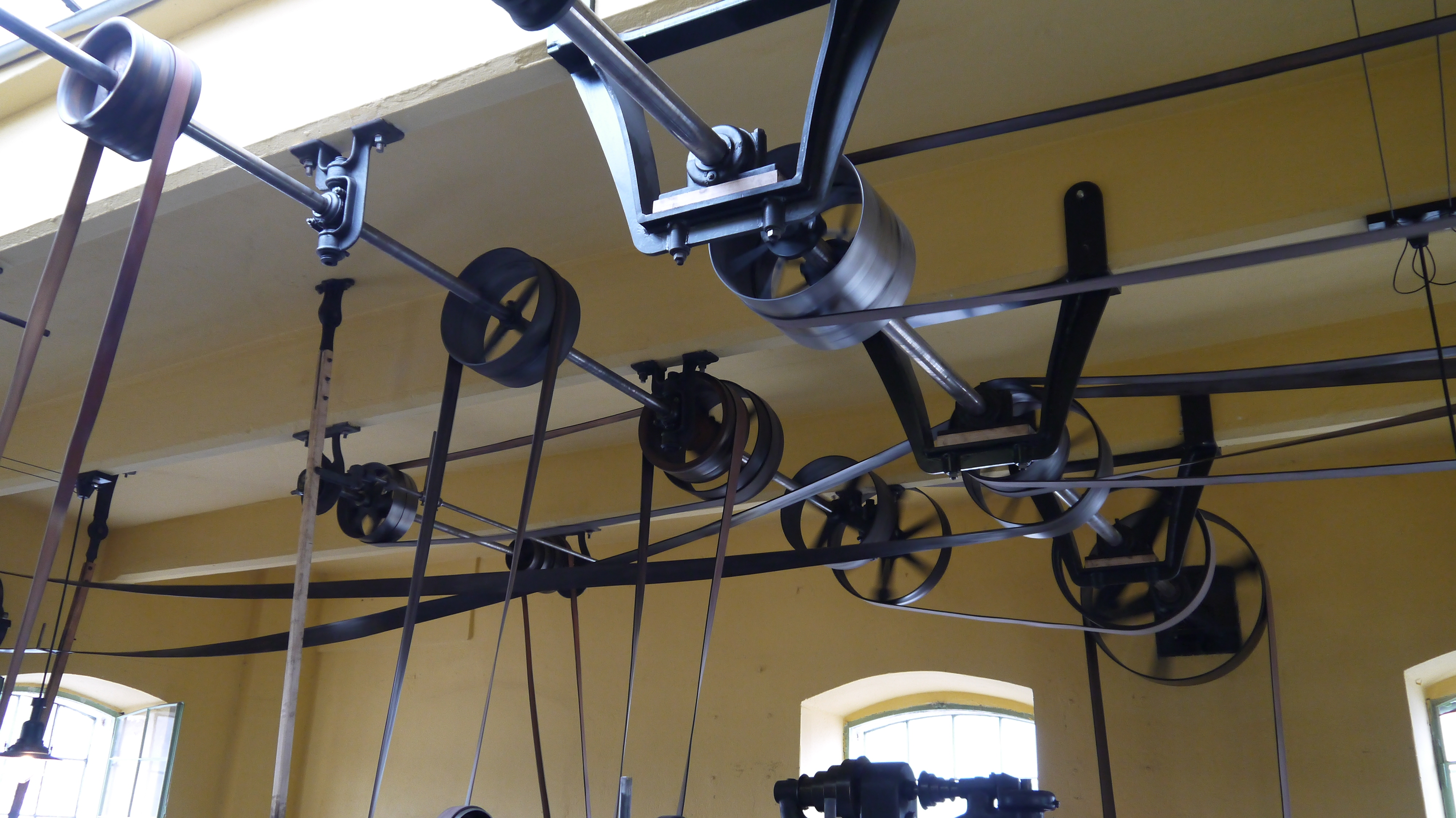
Transmissionen
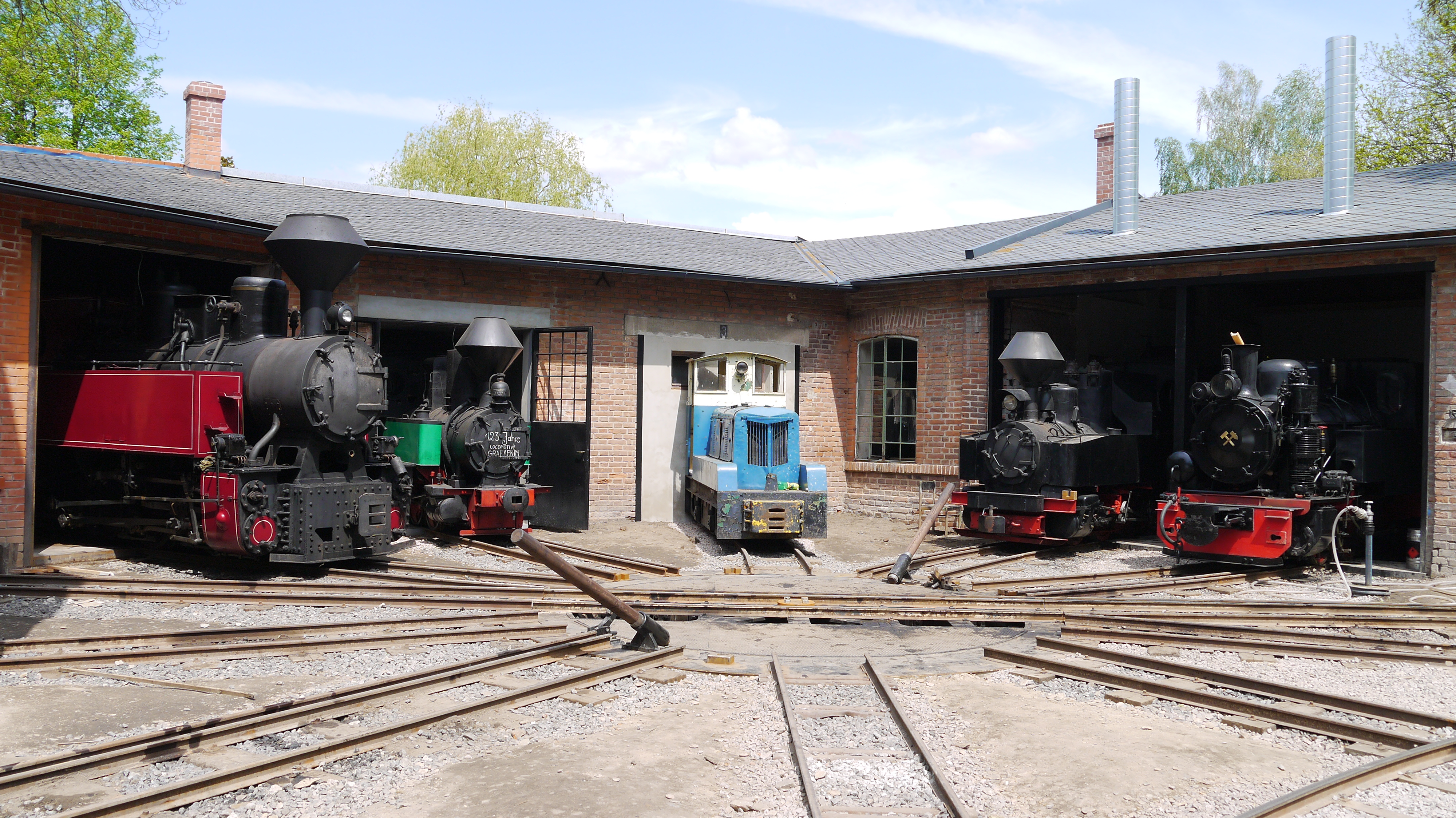
Lokomotiven an der Drehscheibe
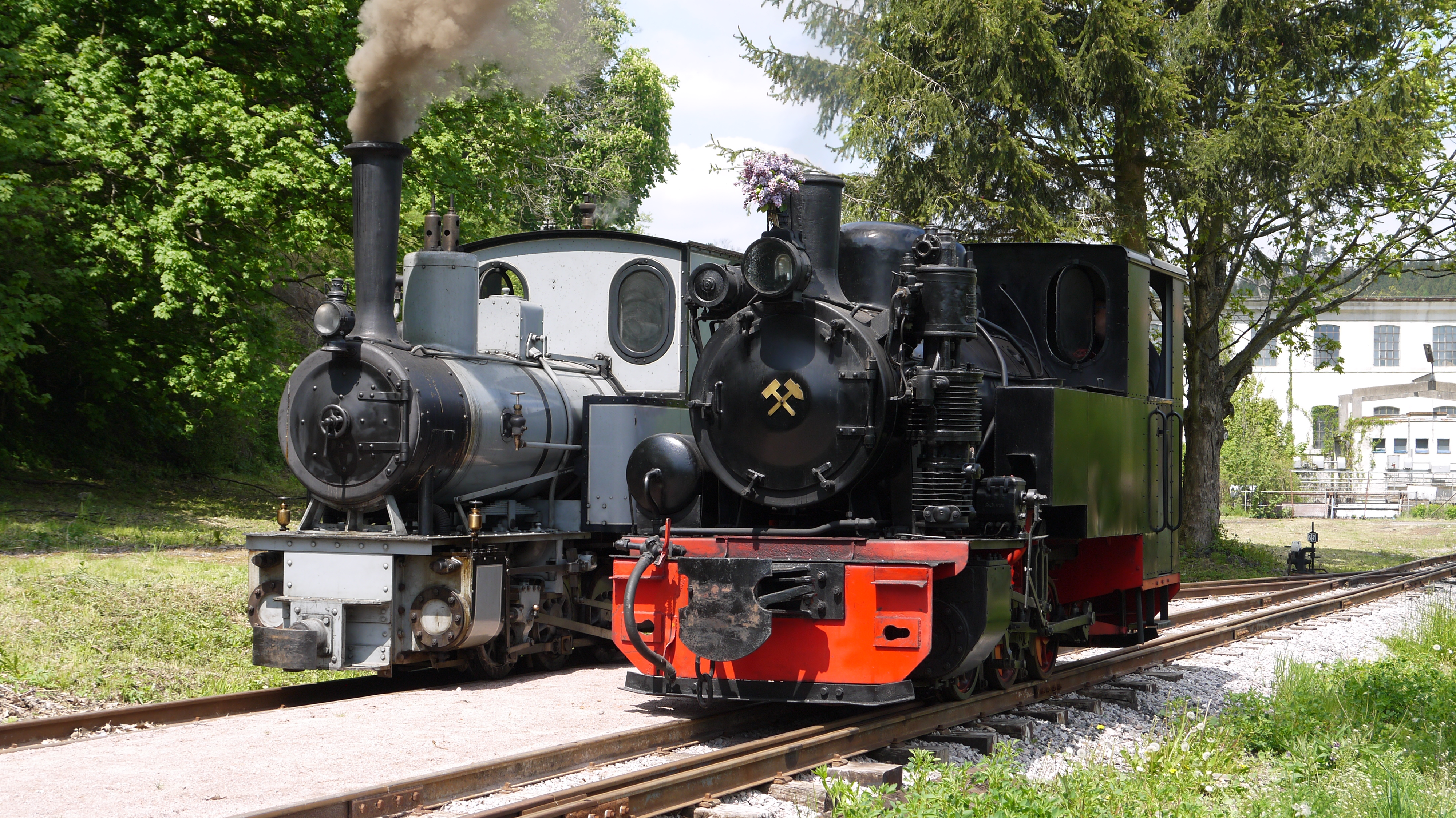
Dampflokomotiven